# Circoscrizione Veneto (Senato della Repubblica)
La circoscrizione Veneto è una circoscrizione elettorale italiana per l'elezione del Senato della Repubblica.

## Storia
La circoscrizione elettorale venne istituita, con altre 19, per le prime elezioni del Senato della Repubblica, tramite Legge del 6 febbraio 1948, n. 29 in ottemperanza alla Costituzione della Repubblica Italiana che prescrive, all'art. 57, che «il Senato della Repubblica è eletto a base regionale». Fu suddivisa in 19 collegi di lista, in base al D.P.R. del 6 febbraio 1948, n. 30.
In rispetto del suddetto articolo, la circoscrizione venne riconfermata in seguito in tutte le leggi elettorali inerenti al Senato della Repubblica.
La Legge 4 agosto 1993, n. 276 modificò il territorio suddividendolo in 17 collegi uninominali, in base al D.Lgs. del 20 dicembre 1993 n. 535. I suddetti collegi vennero aboliti dalla Legge del 21 dicembre 2005, n. 270.
L'attuale Legge 3 novembre 2017, n. 165, ha ricreato nel territorio della circoscrizione collegi uninominali e collegi plurinominali che devono essere determinati dal governo tramite decreto legislativo.

## Territorio
Il territorio della circoscrizione corrisponde, fin dalla sua istituzione, a quello della regione Veneto.

## Seggi
Per l'attribuzione dei seggi spettanti ad ogni regione, bisogna ottemperare anche in questo caso alla Costituzione della Repubblica Italiana la quale prescriveva, alla data di promulgazione del 1948, che «Nessuna Regione può avere un numero di senatori inferiore a sei. La Valle d’Aosta ha un solo senatore», modificata poi con la Legge costituzionale 9 febbraio 1963, n. 2 che recita «Nessuna Regione può avere un numero di senatori inferiori a sette; il Molise ne ha due, la Valle d’Aosta uno.»
Partendo da un minimo costituzionale di sei seggi per regione, divenuti poi sette, la ripartizione dei seggi spettanti alla circoscrizione viene effettuata in proporzione alla popolazione delle Regioni, quale risulta dall'ultimo censimento generale, sulla base dei quozienti interi e dei più alti resti.

## Dal 1948 al 1993
In base alla legge in vigore dal 1948, essenzialmente proporzionale, i partiti presentavano in ogni circoscrizione un candidato per ogni collegio. All'interno di ciascun collegio, veniva eletto senatore il candidato che avesse raggiunto il quorum del 65% delle preferenze. Qualora nessun candidato avesse conseguito l'elezione, i voti di tutti i candidati venivano raggruppati nelle liste di partito a livello regionale, dove i seggi venivano allocati utilizzando il metodo D'Hondt delle maggiori medie statistiche e quindi, all'interno di ciascuna lista, venivano dichiarati eletti senatori i candidati con le migliori percentuali di preferenza.

### Collegi elettorali
- Belluno
- Padova
- Este
- Cittadella
- Rovigo
- Adria
- Treviso
- Vittorio Veneto - Montebelluna
- Conegliano-Oderzo
- Venezia
- Mirano
- San Donà di Piave
- Chioggia
- Verona I
- Verona Collina
- Verona Pianura
- Vicenza
- Schio
- Bassano del Grappa

### I Legislatura
Tra gli eletti, raggiunsero il quorum del 65% dei voti nei collegi: Giuseppe Caron (collegio 7 - Treviso), Stanislao Ceschi (collegio 4 - Cittadella), Bortolo Galletto (collegio 18 - Schio), Carlo Grava (collegio 8 - Vittorio Veneto - Montebelluna), Ugo Guarienti (collegio 15 - Verona Collina) e Giustino Valmarana (collegio 19 - Bassano del Grappa), indicati in grassetto nella tabella sottostante.
| Partito                            | Partito                            | Risultati 18 aprile 1948 | Risultati 18 aprile 1948 | Risultati 18 aprile 1948 | Seggi | Seggi |
| Partito                            | Partito                            | Voti                     | %                        | ±                        | Num   | ±     |
| ---------------------------------- | ---------------------------------- | ------------------------ | ------------------------ | ------------------------ | ----- | ----- |
|                                    | Democrazia Cristiana               | 1 154 450                | 61,84                    | n.d.                     | 14    | n.d.  |
|                                    | Fronte Democratico Popolare        | 446 714                  | 23,93                    | n.d.                     | 4     | n.d.  |
|                                    | Unità Socialista                   | 93 884                   | 5,03                     | n.d.                     | 1     | n.d.  |
|                                    | Unità Socialista-PRI               | 88 528                   | 4,74                     | n.d.                     | 0     | n.d.  |
|                                    | Blocco Nazionale                   | 69 697                   | 3,73                     | n.d.                     | 0     | n.d.  |
|                                    | Indipendenti                       | 13 669                   | 0,73                     | n.d.                     | 0     | n.d.  |
|                                    |                                    |                          |                          |                          |       |       |
| Iscritti                           | Iscritti                           | 2 101 489                | 100,00                   |                          |       |       |
| ↳ Votanti (% su iscritti)          | ↳ Votanti (% su iscritti)          | 1 963 630                | 93,44                    | n.d.                     |       |       |
| ↳ Voti validi (% su votanti)       | ↳ Voti validi (% su votanti)       | 1 866 942                | 95,08                    |                          |       |       |
| ↳ Schede non valide (% su votanti) | ↳ Schede non valide (% su votanti) | 96 688                   | 4,92                     |                          |       |       |
| ↳ Astenuti (% su iscritti)         | ↳ Astenuti (% su iscritti)         | 137 859                  | 6,56                     |                          |       |       |

| Eletti | Eletti              |
| ------ | ------------------- |
|        | Antonio Alberti     |
|        | Celeste Bastianetto |
|        | Giuseppe Caron      |
|        | Stanislao Ceschi    |
|        | Guido Corbellini    |
|        | Francesco De Bosio  |
|        | Agostino D'Incà     |
|        | Aldo Ferrabino      |
|        | Bortolo Galletto    |
|        | Carlo Grava         |
|        | Ugo Guarienti       |
|        | Angelo Lorenzi      |
|        | Raffaele Tommasini  |
|        | Giustino Valmarana  |
|        | Severino Bolognesi  |
|        | Carlo Caldera       |
|        | Guido Giacometti    |
|        | Angelina Merlin     |
|        | Attilio Tissi       |

### II Legislatura
Tra gli eletti, raggiunsero il quorum del 65% dei voti nei collegi Stanislao Ceschi (collegio 4 - Cittadella) e Giustino Valmarana (collegio 19 - Bassano del Grappa) indicati in grassetto nelle tabelle sottostanti.
| Partito                            | Partito                                 | Risultati 7 giugno 1953 | Risultati 7 giugno 1953 | Risultati 7 giugno 1953 | Seggi | Seggi |
| Partito                            | Partito                                 | Voti                    | %                       | ±                       | Num   | ±     |
| ---------------------------------- | --------------------------------------- | ----------------------- | ----------------------- | ----------------------- | ----- | ----- |
|                                    | Democrazia Cristiana                    | 1 082 161               | 55,02                   | 6,82                    | 12    | 2     |
|                                    | Partito Comunista Italiano              | 288 667                 | 14,68                   | n.d.                    | 3     | n.d.  |
|                                    | Partito Socialista Italiano             | 272 781                 | 13,87                   | n.d.                    | 3     | n.d.  |
|                                    | Partito Socialista Democratico Italiano | 108 098                 | 5,50                    | n.d.                    | 1     | n.d.  |
|                                    | Movimento Sociale Italiano              | 74 098                  | 3,77                    | n.d.                    | 0     | n.d.  |
|                                    | Partito Nazionale Monarchico            | 49 838                  | 2,53                    | n.d.                    | 0     | n.d.  |
|                                    | Partito Liberale Italiano               | 47 477                  | 2,41                    | n.d.                    | 0     | n.d.  |
|                                    | Unità Popolare                          | 19 972                  | 1,02                    | n.d.                    | 0     | n.d.  |
|                                    | Partito Repubblicano Italiano           | 14 557                  | 0,74                    | n.d.                    | 0     | n.d.  |
|                                    | Alleanza Democratica Nazionale          | 9 153                   | 0,47                    | n.d.                    | 0     | n.d.  |
|                                    |                                         |                         |                         |                         |       |       |
| Iscritti                           | Iscritti                                | 2 196 003               | 100,00                  |                         |       |       |
| ↳ Votanti (% su iscritti)          | ↳ Votanti (% su iscritti)               | 2 064 069               | 93,99                   | 0,55                    |       |       |
| ↳ Voti validi (% su votanti)       | ↳ Voti validi (% su votanti)            | 1 966 802               | 95,29                   |                         |       |       |
| ↳ Schede non valide (% su votanti) | ↳ Schede non valide (% su votanti)      | 97 267                  | 4,71                    |                         |       |       |
| ↳ Astenuti (% su iscritti)         | ↳ Astenuti (% su iscritti)              | 131 934                 | 6,01                    |                         |       |       |

| Eletti | Eletti                  |
| ------ | ----------------------- |
|        | Giuseppe Caron          |
|        | Stanislao Ceschi        |
|        | Guido Corbellini        |
|        | Francesco De Bosio      |
|        | Bortolo Galletto        |
|        | Carlo Grava             |
|        | Angelo Lorenzi          |
|        | Umberto Merlin          |
|        | Gerolamo Lino Moro      |
|        | Giovanni Ponti          |
|        | Zefferino Tomè          |
|        | Giuseppe Trabucchi      |
|        | Giustino Valmarana      |
|        | Severino Bolognesi      |
|        | Riccardo Ravagnan       |
|        | Mauro Scoccimarro       |
|        | Carlo Caldera           |
|        | Guido Giacometti        |
|        | Angelina Merlin         |
|        | Luciano Granzotto Basso |

### III Legislatura
Tra gli eletti, raggiunsero il quorum del 65% dei voti nei collegi Stanislao Ceschi (collegio 4 - Cittadella), Carlo Grava (collegio 8 - Vittorio Veneto - Montebelluna), Giuseppe Trabucchi (collegio 15 - Verona Collina) e Giustino Valmarana (collegio 19 - Bassano del Grappa) indicati in grassetto nelle tabelle sottostanti.
| Partito                            | Partito                                 | Risultati 25 maggio 1958 | Risultati 25 maggio 1958 | Risultati 25 maggio 1958 | Seggi | Seggi   |
| Partito                            | Partito                                 | Voti                     | %                        | ±                        | Num   | ±       |
| ---------------------------------- | --------------------------------------- | ------------------------ | ------------------------ | ------------------------ | ----- | ------- |
|                                    | Democrazia Cristiana                    | 1 134 288                | 55,45                    | 0,43                     | 13    | 1       |
|                                    | Partito Socialista Italiano             | 326 073                  | 15,94                    | 2,07                     | 3     | Stabile |
|                                    | Partito Comunista Italiano              | 268 836                  | 13,14                    | 1,54                     | 3     | Stabile |
|                                    | Partito Socialista Democratico Italiano | 127 919                  | 6,25                     | 0,75                     | 1     | Stabile |
|                                    | PNM-MSI                                 | 70 995                   | 3,47                     | n.d.                     | 0     | n.d.    |
|                                    | Partito Liberale Italiano               | 69 701                   | 3,41                     | 1,00                     | 0     | Stabile |
|                                    | Partito Repubblicano Italiano-Radicale  | 17 067                   | 0,83                     | n.d.                     | 0     | n.d.    |
|                                    | Partito Monarchico Popolare             | 16 665                   | 0,81                     | n.d.                     | 0     | n.d.    |
|                                    | Tre Cime di Lavaredo                    | 9 928                    | 0,49                     | n.d.                     | 0     | n.d.    |
|                                    | MSI                                     | 3 955                    | 0,19                     | n.d.                     | 0     | n.d.    |
|                                    |                                         |                          |                          |                          |       |         |
| Iscritti                           | Iscritti                                | 2 265 078                | 100,00                   |                          |       |         |
| ↳ Votanti (% su iscritti)          | ↳ Votanti (% su iscritti)               | 2 133 215                | 94,18                    | 0,19                     |       |         |
| ↳ Voti validi (% su votanti)       | ↳ Voti validi (% su votanti)            | 2 045 427                | 95,88                    |                          |       |         |
| ↳ Schede non valide (% su votanti) | ↳ Schede non valide (% su votanti)      | 87 788                   | 4,12                     |                          |       |         |
| ↳ Astenuti (% su iscritti)         | ↳ Astenuti (% su iscritti)              | 131 863                  | 5,82                     |                          |       |         |

| Eletti | Eletti                       |
| ------ | ---------------------------- |
|        | Giuseppe Caron               |
|        | Stanislao Ceschi             |
|        | Francesco De Bosio           |
|        | Carlo Grava                  |
|        | Angelo Lorenzi               |
|        | Umberto Merlin               |
|        | Gerolamo Lino Moro           |
|        | Giorgio Oliva                |
|        | Paride Piasenti              |
|        | Giovanni Ponti               |
|        | Giuseppe Trabucchi           |
|        | Giustino Valmarana           |
|        | Giuseppe Zampieri            |
|        | Giuseppe Di Prisco           |
|        | Guido Giacometti             |
|        | Giusto Tolloy                |
|        | Luigi Gaiani                 |
|        | Giovanni Battista Gianquinto |
|        | Mauro Scoccimarro            |
|        | Luciano Granzotto Basso      |

### IV Legislatura
Tra gli eletti, raggiunsero il quorum del 65% dei voti nei collegi Stanislao Ceschi (collegio 4 - Cittadella) e Giustino Valmarana (collegio 19 - Bassano del Grappa) indicati in grassetto nelle tabelle sottostanti.
| Partito                            | Partito                                 | Risultati 28 aprile 1963 | Risultati 28 aprile 1963 | Risultati 28 aprile 1963 | Seggi | Seggi   |
| Partito                            | Partito                                 | Voti                     | %                        | ±                        | Num   | ±       |
| ---------------------------------- | --------------------------------------- | ------------------------ | ------------------------ | ------------------------ | ----- | ------- |
|                                    | Democrazia Cristiana                    | 1 106 688                | 52,68                    | 2,77                     | 14    | 1       |
|                                    | Partito Socialista Italiano             | 317 076                  | 15,09                    | 0,75                     | 4     | 1       |
|                                    | Partito Comunista Italiano              | 315 259                  | 15,01                    | 1,87                     | 3     | Stabile |
|                                    | Partito Socialista Democratico Italiano | 155 795                  | 7,42                     | 1,17                     | 1     | Stabile |
|                                    | Partito Liberale Italiano               | 121 543                  | 5,79                     | 2,38                     | 1     | 1       |
|                                    | Movimento Sociale Italiano              | 44 163                   | 2,10                     | n.d.                     | 0     | n.d.    |
|                                    | MSI-PDIUM                               | 26 756                   | 1,27                     | n.d.                     | 0     | n.d.    |
|                                    | Partito Repubblicano Italiano           | 10 616                   | 0,51                     | 0,32                     | 0     | Stabile |
|                                    | Indipendenti di Destra                  | 2 817                    | 0,13                     | n.d.                     | 0     | n.d.    |
|                                    |                                         |                          |                          |                          |       |         |
| Iscritti                           | Iscritti                                | 2 317 743                | 100,00                   |                          |       |         |
| ↳ Votanti (% su iscritti)          | ↳ Votanti (% su iscritti)               | 2 197 576                | 94,82                    | 0,64                     |       |         |
| ↳ Voti validi (% su votanti)       | ↳ Voti validi (% su votanti)            | 2 100 713                | 95,59                    |                          |       |         |
| ↳ Schede non valide (% su votanti) | ↳ Schede non valide (% su votanti)      | 96 863                   | 4,41                     |                          |       |         |
| ↳ Astenuti (% su iscritti)         | ↳ Astenuti (% su iscritti)              | 120 167                  | 5,18                     |                          |       |         |

| Eletti | Eletti             |  | Eletti                       | Eletti |
| ------ | ------------------ |  | ---------------------------- | ------ |
|        | Giuseppe Caron     |  | Attilio Venudo               |        |
|        | Stanislao Ceschi   |  | Giuseppe Zampieri            |        |
|        | Eugenio Gatto      |  | Adelio Albarello             |        |
|        | Carlo Grava        |  | Giuseppe Di Prisco           |        |
|        | Dino Limoni        |  | Luigi Ferroni                |        |
|        | Angelo Lorenzi     |  | Giusto Tolloy                |        |
|        | Umberto Merlin     |  | Luigi Gaiani                 |        |
|        | Gerolamo Lino Moro |  | Giovanni Battista Gianquinto |        |
|        | Giorgio Oliva      |  | Mauro Scoccimarro            |        |
|        | Paride Piasenti    |  | Luciano Granzotto Basso      |        |
|        | Giuseppe Trabucchi |  | Michelangelo Pasquato        |        |
|        | Giustino Valmarana |  |                              |        |

### V Legislatura
Tra gli eletti, raggiunse il quorum del 65% dei voti nei collegi Onorio Cengarle (collegio 19 - Bassano del Grappa), indicato in grassetto nelle tabelle sottostanti.
| Partito                            | Partito                            | Risultati 19 maggio 1968 | Risultati 19 maggio 1968 | Risultati 19 maggio 1968 | Seggi | Seggi   |
| Partito                            | Partito                            | Voti                     | %                        | ±                        | Num   | ±       |
| ---------------------------------- | ---------------------------------- | ------------------------ | ------------------------ | ------------------------ | ----- | ------- |
|                                    | Democrazia Cristiana               | 1 172 706                | 53,10                    | 0,42                     | 13    | 1       |
|                                    | Partito Comunista Italiano-PSIUP   | 448 237                  | 20,30                    | 5,29                     | 5     | 1       |
|                                    | PSI-PSDI Unificati                 | 369 676                  | 16,74                    | 5,77                     | 4     | 1       |
|                                    | Partito Liberale Italiano          | 129 888                  | 5,88                     | 0,09                     | 1     | Stabile |
|                                    | Movimento Sociale Italiano         | 67 073                   | 3,04                     | n.d.                     | 0     | n.d.    |
|                                    | Partito Repubblicano Italiano      | 20 888                   | 0,95                     | 0,12                     | 0     | Stabile |
|                                    |                                    |                          |                          |                          |       |         |
| Iscritti                           | Iscritti                           | 2 429 844                | 100,00                   |                          |       |         |
| ↳ Votanti (% su iscritti)          | ↳ Votanti (% su iscritti)          | 2 320 174                | 95,49                    | 0,67                     |       |         |
| ↳ Voti validi (% su votanti)       | ↳ Voti validi (% su votanti)       | 2 208 468                | 95,19                    |                          |       |         |
| ↳ Schede non valide (% su votanti) | ↳ Schede non valide (% su votanti) | 111 706                  | 4,81                     |                          |       |         |
| ↳ Astenuti (% su iscritti)         | ↳ Astenuti (% su iscritti)         | 109 670                  | 4,51                     |                          |       |         |

| Eletti | Eletti               |  | Eletti                       | Eletti |
| ------ | -------------------- |  | ---------------------------- | ------ |
|        | Giuseppe Bettiol     |  | Renato Treu                  |        |
|        | Giuseppe Caron       |  | Emilio Bonatti               |        |
|        | Luigi Carraro        |  | Giuseppe Di Prisco           |        |
|        | Onorio Cengarle      |  | Giovanni Battista Gianquinto |        |
|        | Maria Pia Dal Canton |  | Emilio Pegoraro              |        |
|        | Luciano Dal Falco    |  | Mauro Scoccimarro            |        |
|        | Fernando De Marzi    |  | Dino Dindo                   |        |
|        | Eugenio Gatto        |  | Luigi Ferroni                |        |
|        | Dino Limoni          |  | Walter Garavelli             |        |
|        | Antonio Mazzarolli   |  | Giusto Tolloy                |        |
|        | Giorgio Oliva        |  | Augusto Premoli              |        |
|        | Giuseppe Trabucchi   |  |                              |        |

### VI Legislatura
Tra gli eletti, raggiunse il quorum del 65% dei voti nei collegi Onorio Cengarle (collegio 19 - Bassano del Grappa), indicato in grassetto nelle tabelle sottostanti.
| Partito                            | Partito                                 | Risultati 7 maggio 1972 | Risultati 7 maggio 1972 | Risultati 7 maggio 1972 | Seggi | Seggi   |
| Partito                            | Partito                                 | Voti                    | %                       | ±                       | Num   | ±       |
| ---------------------------------- | --------------------------------------- | ----------------------- | ----------------------- | ----------------------- | ----- | ------- |
|                                    | Democrazia Cristiana                    | 1 245 628               | 53,25                   | 0,15                    | 14    | 1       |
|                                    | Partito Comunista Italiano-PSIUP        | 434 777                 | 18,59                   | 1,71                    | 4     | 1       |
|                                    | Partito Socialista Italiano             | 253 807                 | 10,85                   | n.d.                    | 2     | n.d.    |
|                                    | Partito Socialista Democratico Italiano | 157 802                 | 6,75                    | n.d.                    | 1     | n.d.    |
|                                    | Movimento Sociale Italiano              | 107 423                 | 4,59                    | 1,55                    | 1     | 1       |
|                                    | Partito Liberale Italiano               | 94 957                  | 4,06                    | 1,82                    | 1     | Stabile |
|                                    | Partito Repubblicano Italiano           | 44 892                  | 1,92                    | 0,97                    | 0     | Stabile |
|                                    |                                         |                         |                         |                         |       |         |
| Iscritti                           | Iscritti                                | 2 538 107               | 100,00                  |                         |       |         |
| ↳ Votanti (% su iscritti)          | ↳ Votanti (% su iscritti)               | 2 434 173               | 95,91                   | 0,42                    |       |         |
| ↳ Voti validi (% su votanti)       | ↳ Voti validi (% su votanti)            | 2 339 286               | 96,10                   |                         |       |         |
| ↳ Schede non valide (% su votanti) | ↳ Schede non valide (% su votanti)      | 94 887                  | 3,90                    |                         |       |         |
| ↳ Astenuti (% su iscritti)         | ↳ Astenuti (% su iscritti)              | 103 934                 | 4,09                    |                         |       |         |

| Eletti | Eletti               |  | Eletti           | Eletti |
| ------ | -------------------- |  | ---------------- | ------ |
|        | Giuseppe Bettiol     |  | Giorgio Oliva    |        |
|        | Giuseppe Caron       |  | Renato Treu      |        |
|        | Luigi Carraro        |  | Adelio Albarello |        |
|        | Onorio Cengarle      |  | Ivone Chinello   |        |
|        | Arnaldo Colleselli   |  | Cesare Marangoni |        |
|        | Maria Pia Dal Canton |  | Giuseppe Samonà  |        |
|        | Luciano Dal Falco    |  | Paolo Licini     |        |
|        | Fernando De Marzi    |  | Augusto Talamona |        |
|        | Eugenio Gatto        |  | Walter Garavelli |        |
|        | Guido Gonella        |  | Giovanni Lanfrè  |        |
|        | Dino Limoni          |  | Augusto Premoli  |        |
|        | Antonio Mazzarolli   |  |                  |        |

### VII Legislatura
Tra gli eletti, raggiunse il quorum del 65% dei voti nei collegi Onorio Cengarle (collegio 19 - Bassano del Grappa), indicato in grassetto nelle tabelle sottostanti.
| Partito                            | Partito                                 | Risultati 20 giugno 1976 | Risultati 20 giugno 1976 | Risultati 20 giugno 1976 | Seggi | Seggi   |
| Partito                            | Partito                                 | Voti                     | %                        | ±                        | Num   | ±       |
| ---------------------------------- | --------------------------------------- | ------------------------ | ------------------------ | ------------------------ | ----- | ------- |
|                                    | Democrazia Cristiana                    | 1 291 379                | 52,43                    | 0,82                     | 14    | Stabile |
|                                    | Partito Comunista Italiano              | 572 421                  | 23,24                    | 4,65                     | 6     | 2       |
|                                    | Partito Socialista Italiano             | 261 337                  | 10,61                    | 0,24                     | 2     | Stabile |
|                                    | Partito Socialista Democratico Italiano | 113 276                  | 4,60                     | 2,15                     | 1     | Stabile |
|                                    | Movimento Sociale Italiano              | 85 724                   | 3,48                     | 1,11                     | 0     | 1       |
|                                    | Partito Repubblicano Italiano           | 81 634                   | 3,31                     | 1,39                     | 0     | Stabile |
|                                    | Partito Liberale Italiano               | 36 922                   | 1,50                     | 2,56                     | 0     | 1       |
|                                    | Partito Radicale                        | 19 510                   | 0,79                     | n.d.                     | 0     | n.d.    |
|                                    | NPP                                     | 855                      | 0,03                     | n.d.                     | 0     | n.d.    |
|                                    |                                         |                          |                          |                          |       |         |
| Iscritti                           | Iscritti                                | 2 644 617                | 100,00                   |                          |       |         |
| ↳ Votanti (% su iscritti)          | ↳ Votanti (% su iscritti)               | 2 541 405                | 96,10                    | 0,19                     |       |         |
| ↳ Voti validi (% su votanti)       | ↳ Voti validi (% su votanti)            | 2 463 058                | 96,92                    |                          |       |         |
| ↳ Schede non valide (% su votanti) | ↳ Schede non valide (% su votanti)      | 78 347                   | 3,08                     |                          |       |         |
| ↳ Astenuti (% su iscritti)         | ↳ Astenuti (% su iscritti)              | 103 212                  | 3,90                     |                          |       |         |

| Eletti | Eletti             |  | Eletti            | Eletti |
| ------ | ------------------ |  | ----------------- | ------ |
|        | Luigi Carraro      |  | Pietro Schiano    |        |
|        | Onorio Cengarle    |  | Renato Treu       |        |
|        | Alessandra Codazzi |  | Girolamo Federici |        |
|        | Vittorino Colombo  |  | Cesare Marangoni  |        |
|        | Luciano Dal Falco  |  | Cesare Margotto   |        |
|        | Francesco Fabbri   |  | Emilio Pegoraro   |        |
|        | Delio Giacometti   |  | Nereo Vanzan      |        |
|        | Guido Gonella      |  | Claudio Villi     |        |
|        | Luigi Gui          |  | Aldo Ajello       |        |
|        | Giuliano Gusso     |  | Augusto Talamona  |        |
|        | Lino Innocenti     |  | Dino Riva         |        |
|        | Giorgio Longo      |  |                   |        |

### VIII Legislatura
Tra gli eletti, raggiunse il quorum del 65% dei voti nei collegi Antonio Bisaglia (collegio 19 - Bassano del Grappa), indicato in grassetto nelle tabelle sottostanti.
| Partito                            | Partito                                      | Risultati 3 giugno 1979 | Risultati 3 giugno 1979 | Risultati 3 giugno 1979 | Seggi | Seggi   |
| Partito                            | Partito                                      | Voti                    | %                       | ±                       | Num   | ±       |
| ---------------------------------- | -------------------------------------------- | ----------------------- | ----------------------- | ----------------------- | ----- | ------- |
|                                    | Democrazia Cristiana                         | 1 272 142               | 51,34                   | 1,09                    | 14    | Stabile |
|                                    | Partito Comunista Italiano                   | 559 446                 | 22,58                   | 0,66                    | 6     | Stabile |
|                                    | Partito Socialista Italiano                  | 246 369                 | 9,94                    | 0,67                    | 2     | Stabile |
|                                    | Partito Socialista Democratico Italiano      | 125 213                 | 5,05                    | 0,45                    | 1     | Stabile |
|                                    | Partito Repubblicano Italiano                | 77 889                  | 3,14                    | 0,17                    | 0     | Stabile |
|                                    | Movimento Sociale Italiano                   | 75 988                  | 3,07                    | 0,41                    | 0     | Stabile |
|                                    | Partito Liberale Italiano                    | 56 517                  | 2,28                    | 0,78                    | 0     | Stabile |
|                                    | Partito Radicale-Nuova Sinistra Unita        | 53 637                  | 2,16                    | 1,37                    | 0     | Stabile |
|                                    | Democrazia Nazionale - Costituente di Destra | 10 660                  | 0,43                    | n.d.                    | 0     | n.d.    |
|                                    |                                              |                         |                         |                         |       |         |
| Iscritti                           | Iscritti                                     | 2 769 441               | 100,00                  |                         |       |         |
| ↳ Votanti (% su iscritti)          | ↳ Votanti (% su iscritti)                    | 2 592 521               | 93,61                   | 2,49                    |       |         |
| ↳ Voti validi (% su votanti)       | ↳ Voti validi (% su votanti)                 | 2 477 861               | 95,58                   |                         |       |         |
| ↳ Schede non valide (% su votanti) | ↳ Schede non valide (% su votanti)           | 114 660                 | 4,42                    |                         |       |         |
| ↳ Astenuti (% su iscritti)         | ↳ Astenuti (% su iscritti)                   | 176 920                 | 6,39                    |                         |       |         |

| Eletti | Eletti                |  | Eletti                       | Eletti |
| ------ | --------------------- |  | ---------------------------- | ------ |
|        | Antonio Bisaglia      |  | Mariano Rumor                |        |
|        | Luigi Carraro         |  | Pietro Schiano               |        |
|        | Onorio Cengarle       |  | Gastone Angelin              |        |
|        | Alessandra Codazzi    |  | Giovanni Battista Carlassara |        |
|        | Vittorino Colombo     |  | Giorgio Granzotto            |        |
|        | Luciano Dal Falco     |  | Cesare Margotto              |        |
|        | Mario Ferrari Aggradi |  | Antonino Papalia             |        |
|        | Delio Giacometti      |  | Vittorio Sega                |        |
|        | Guido Gonella         |  | Roberto Spano                |        |
|        | Giuliano Gusso        |  | Augusto Talamona             |        |
|        | Giorgio Longo         |  | Dino Riva                    |        |
|        | Angelo Pavan          |  |                              |        |

### IX Legislatura
Tra gli eletti, nessuno raggiunse il quorum del 65% dei voti nei collegi uninominali.
| Partito                            | Partito                                 | Risultati 26 giugno 1983 | Risultati 26 giugno 1983 | Risultati 26 giugno 1983 | Seggi | Seggi   |
| Partito                            | Partito                                 | Voti                     | %                        | ±                        | Num   | ±       |
| ---------------------------------- | --------------------------------------- | ------------------------ | ------------------------ | ------------------------ | ----- | ------- |
|                                    | Democrazia Cristiana                    | 1 074 591                | 43,37                    | 7,97                     | 12    | 2       |
|                                    | Partito Comunista Italiano              | 528 362                  | 21,33                    | 1,25                     | 5     | 1       |
|                                    | Partito Socialista Italiano             | 254 057                  | 10,25                    | 0,31                     | 2     | Stabile |
|                                    | Partito Repubblicano Italiano           | 128 117                  | 5,17                     | 2,03                     | 1     | 1       |
|                                    | Movimento Sociale Italiano              | 101 452                  | 4,09                     | 1,02                     | 1     | 1       |
|                                    | Partito Socialista Democratico Italiano | 98 720                   | 3,98                     | 1,07                     | 1     | Stabile |
|                                    | Liga Veneta                             | 91 171                   | 3,68                     | n.d.                     | 1     | n.d.    |
|                                    | Partito Liberale Italiano               | 76 405                   | 3,08                     | 0,80                     | 0     | Stabile |
|                                    | Partito Nazionale Pensionati            | 45 641                   | 1,84                     | n.d.                     | 0     | n.d.    |
|                                    | Partito Radicale                        | 45 041                   | 1,82                     | 0,34                     | 0     | Stabile |
|                                    | Democrazia Proletaria                   | 31 941                   | 1,29                     | n.d.                     | 0     | n.d.    |
|                                    | Lista per Trieste                       | 2 081                    | 0,08                     | n.d.                     | 0     | n.d.    |
|                                    |                                         |                          |                          |                          |       |         |
| Iscritti                           | Iscritti                                | 2 870 897                | 100,00                   |                          |       |         |
| ↳ Votanti (% su iscritti)          | ↳ Votanti (% su iscritti)               | 2 634 699                | 91,77                    | 1,85                     |       |         |
| ↳ Voti validi (% su votanti)       | ↳ Voti validi (% su votanti)            | 2 477 579                | 94,04                    |                          |       |         |
| ↳ Schede non valide (% su votanti) | ↳ Schede non valide (% su votanti)      | 157 120                  | 5,96                     |                          |       |         |
| ↳ Astenuti (% su iscritti)         | ↳ Astenuti (% su iscritti)              | 236 198                  | 8,23                     |                          |       |         |

| Eletti | Eletti                    |  | Eletti              | Eletti |
| ------ | ------------------------- |  | ------------------- | ------ |
|        | Antonio Bisaglia          |  | Gastone Angelin     |        |
|        | Onorio Cengarle           |  | Sandrino De Toffol  |        |
|        | Alessandra Codazzi        |  | Franca Ongaro       |        |
|        | Vittorino Colombo         |  | Antonino Papalia    |        |
|        | Costante Degan            |  | Vittorio Sega       |        |
|        | Mario Ferrari Aggradi     |  | Gino Giugni         |        |
|        | Delio Giacometti          |  | Roberto Spano       |        |
|        | Nicolò Lipari             |  | Giacomo Leopizzi    |        |
|        | Giovanni Battista Melotto |  | Piergiorgio Gradari |        |
|        | Angelo Pavan              |  | Dino Riva           |        |
|        | Mariano Rumor             |  | Graziano Girardi    |        |
|        | Angelo Tomelleri          |  |                     |        |

### X Legislatura
Tra gli eletti, nessuno raggiunse il quorum del 65% dei voti nei collegi uninominali.
| Partito                            | Partito                                 | Risultati 14 giugno 1987 | Risultati 14 giugno 1987 | Risultati 14 giugno 1987 | Seggi | Seggi   |
| Partito                            | Partito                                 | Voti                     | %                        | ±                        | Num   | ±       |
| ---------------------------------- | --------------------------------------- | ------------------------ | ------------------------ | ------------------------ | ----- | ------- |
|                                    | Democrazia Cristiana                    | 1 155 832                | 44,05                    | 0,68                     | 13    | 1       |
|                                    | Partito Comunista Italiano              | 504 266                  | 19,22                    | 2,11                     | 5     | Stabile |
|                                    | Partito Socialista Italiano             | 378 253                  | 14,41                    | 4,16                     | 4     | 2       |
|                                    | Movimento Sociale Italiano              | 104 108                  | 3,97                     | 0,12                     | 1     | Stabile |
|                                    | Liga Veneta                             | 85 649                   | 3,26                     | 0,42                     | 0     | 1       |
|                                    | Partito Repubblicano Italiano           | 81 362                   | 3,10                     | 2,07                     | 0     | 1       |
|                                    | Federazione delle Liste Verdi           | 79 268                   | 3,02                     | n.d.                     | 0     | n.d.    |
|                                    | Partito Socialista Democratico Italiano | 71 930                   | 2,74                     | 1,24                     | 0     | 1       |
|                                    | Partito Radicale                        | 63 549                   | 2,42                     | 0,60                     | 0     | Stabile |
|                                    | Partito Liberale Italiano               | 54 104                   | 2,06                     | 1,02                     | 0     | Stabile |
|                                    | Democrazia Proletaria                   | 41 109                   | 1,57                     | 0,28                     | 0     | Stabile |
|                                    | Alleanza Popolare Pensionati            | 4 730                    | 0,18                     | n.d.                     | 0     | n.d.    |
|                                    |                                         |                          |                          |                          |       |         |
| Iscritti                           | Iscritti                                | 2 992 938                | 100,00                   |                          |       |         |
| ↳ Votanti (% su iscritti)          | ↳ Votanti (% su iscritti)               | 2 756 721                | 92,11                    | 0,34                     |       |         |
| ↳ Voti validi (% su votanti)       | ↳ Voti validi (% su votanti)            | 2 624 160                | 95,19                    |                          |       |         |
| ↳ Schede non valide (% su votanti) | ↳ Schede non valide (% su votanti)      | 132 561                  | 4,81                     |                          |       |         |
| ↳ Astenuti (% su iscritti)         | ↳ Astenuti (% su iscritti)              | 236 217                  | 7,89                     |                          |       |         |

| Eletti | Eletti                    |  | Eletti              | Eletti |
| ------ | ------------------------- |  | ------------------- | ------ |
|        | Marino Cortese            |  | Mariano Rumor       |        |
|        | Costante Degan            |  | Elios Andreini      |        |
|        | Gabriele De Rosa          |  | Vittorio Chiesura   |        |
|        | Umberto Emo Capodilista   |  | Franco Longo        |        |
|        | Pietro Fabris             |  | Franca Ongaro       |        |
|        | Mario Ferrari Aggradi     |  | Rino Serri          |        |
|        | Giovanni Angelo Fontana   |  | Gino Giugni         |        |
|        | Delio Giacometti          |  | Giorgio Pizzol      |        |
|        | Nicolò Lipari             |  | Mario Rigo          |        |
|        | Giovanni Battista Melotto |  | Siro Zanella        |        |
|        | Angelo Pavan              |  | Piergiorgio Gradari |        |
|        | Francesco Perina          |  |                     |        |

### XI Legislatura
Nessun candidato nei collegi uninominali raggiunse il quorum del 65% dei voti per essere eletto automaticamente; i seggi vennero pertanto assegnati proporzionalmente ai voti ricevuti.
| Partito                            | Partito                            | Risultati 5 aprile 1992 | Risultati 5 aprile 1992 | Risultati 5 aprile 1992 | Seggi | Seggi   |
| Partito                            | Partito                            | Voti                    | %                       | ±                       | Num   | ±       |
| ---------------------------------- | ---------------------------------- | ----------------------- | ----------------------- | ----------------------- | ----- | ------- |
|                                    | Democrazia Cristiana               | 908 803                 | 31,73                   | 12,32                   | 9     | 4       |
|                                    | Lega Lombarda                      | 464 310                 | 16,21                   | n.d.                    | 4     | n.d.    |
|                                    | Partito Democratico della Sinistra | 320 180                 | 11,18                   | n.d.                    | 3     | n.d.    |
|                                    | Partito Socialista Italiano        | 302 352                 | 10,56                   | 3,85                    | 3     | 1       |
|                                    | Lega Autonomia Veneta              | 142 446                 | 4,97                    | n.d.                    | 1     | n.d.    |
|                                    | Rifondazione Comunista             | 122 244                 | 4,27                    | n.d.                    | 1     | n.d.    |
|                                    | Partito Repubblicano Italiano      | 120 001                 | 4,19                    | 1,09                    | 1     | Stabile |
|                                    | Movimento Sociale Italiano         | 98 357                  | 3,43                    | 0,54                    | 1     | Stabile |
|                                    | Federazione dei Verdi              | 93 985                  | 3,28                    | 0,26                    | 0     | Stabile |
|                                    | Partito Liberale Italiano          | 53 754                  | 1,88                    | 0,18                    | 0     | Stabile |
|                                    | Altri                              | 237 349                 | 8,29                    | n.d.                    | 0     | n.d.    |
|                                    |                                    |                         |                         |                         |       |         |
| Iscritti                           | Iscritti                           | 3 184 112               | 100,00                  |                         |       |         |
| ↳ Votanti (% su iscritti)          | ↳ Votanti (% su iscritti)          | 2 900 223               | 91,08                   | 1,03                    |       |         |
| ↳ Voti validi (% su votanti)       | ↳ Voti validi (% su votanti)       | 2 863 781               | 98,74                   |                         |       |         |
| ↳ Schede non valide (% su votanti) | ↳ Schede non valide (% su votanti) | 36 442                  | 1,26                    |                         |       |         |
| ↳ Astenuti (% su iscritti)         | ↳ Astenuti (% su iscritti)         | 283 889                 | 8,92                    |                         |       |         |

| Eletti | Eletti                  |  | Eletti            | Eletti |
| ------ | ----------------------- |  | ----------------- | ------ |
|        | Carlo Bernini           |  | Antonio Serena    |        |
|        | Maurizio Creuso         |  | Elios Andreini    |        |
|        | Giuseppe Doppio         |  | Maurizio Bacchin  |        |
|        | Pietro Fabris           |  | Ivana Pellegatti  |        |
|        | Giovanni Angelo Fontana |  | Raimondo Galuppo  |        |
|        | Daria Minucci           |  | Gino Giugni       |        |
|        | Angelo Pavan            |  | Domenico Romeo    |        |
|        | Francesco Perina        |  | Pierluigi Ronzani |        |
|        | Giuliano Zoso           |  | Roberto Giollo    |        |
|        | Donato Manfroi          |  | Luciano Benetton  |        |
|        | Achille Ottaviani       |  | Paolo Danieli     |        |
|        | Valentino Perin         |  |                   |        |

## Dal 1993 al 2005
Con la riforma elettorale maggioritaria del 1993, in prima istanza veniva eletto senatore il candidato che avesse riportato la maggioranza relativa dei suffragi in ciascun collegio. Nessun candidato poteva presentarsi in più di un collegio. I rimanenti seggi regionali erano invece assegnati assommando i voti di tutti i candidati uninominali perdenti che si fossero collegati in un gruppo regionale, utilizzando il metodo D'Hondt delle migliori medie: gli scranni così ottenuti da ciascun gruppo venivano assegnati, all'interno di essa, ai candidati perdenti che avessero ottenuto le migliori percentuali elettorali.

### Collegi elettorali
1. Venezia - Spinea
2. Venezia - San Donà di Piave
3. Chioggia
4. Treviso
5. Vittorio Veneto
6. Conegliano
7. Belluno
8. Rovigo
9. Padova - Selvazzano Dentro
10. Cittadella
11. Abano Terme
12. Vicenza
13. Bassano del Grappa
14. Schio
15. San Bonifacio
16. Verona
17. Villafranca di Verona

### XII Legislatura

#### Risultati
|                               | Polo delle Libertà                  | 1 129 315 | 40,71 | 17 |  |  |  |  |  |
|                               | Progressisti                        | 598 790   | 21,59 | 3  |  |  |  |  |  |
|                               | Patto per l'Italia                  | 545 220   | 19,66 | 2  |  |  |  |  |  |
|                               | Alleanza Nazionale                  | 221 263   | 7,98  | 1  |  |  |  |  |  |
|                               | Lega Autonomia Veneta               | 165 370   | 5,96  | –  |  |  |  |  |  |
|                               | Movimento Veneto Regione Autonoma   | 64 149    | 2,31  | –  |  |  |  |  |  |
|                               | Partito della Legge Naturale        | 25 182    | 0,91  | –  |  |  |  |  |  |
|                               | Iniziativa dei Popolari Democratici | 20 114    | 0,73  | –  |  |  |  |  |  |
|                               | Zangrando                           | 4 474     | 0,16  | –  |  |  |  |  |  |
| Totale                        | Totale                              | 2 773 877 | 100   | 23 |  |  |  |  |  |
|                               |                                     |           |       |    |  |  |  |  |  |
| Voti non validi               | Voti non validi                     | 176 256   | 5,97  |    |  |  |  |  |  |
| Votanti                       | Votanti                             | 2 950 133 | 88,10 |    |  |  |  |  |  |
| Elettori                      | Elettori                            | 3 348 470 |       |    |  |  |  |  |  |
|                               |                                     |           |       |    |  |  |  |  |  |
| Data: 27-28 marzo 1994        |                                     |           |       |    |  |  |  |  |  |
| Fonte: Ministero dell'interno |                                     |           |       |    |  |  |  |  |  |

#### Eletti
Eletti nel Polo delle Libertà (FI - LN - CCD)
     Eletti nei Progressisti (PDS - PRC - FdV - PSI - Rete - AD - CS - RS)
     Eletti nel Patto per l'Italia (PPI - PS)
     Eletti in Alleanza Nazionale-Movimento Sociale Italiano
| Collegio                        | Eletto | Eletto                             | Partito       | Quota |
| ------------------------------- | ------ | ---------------------------------- | ------------- | ----- |
| 1 - Venezia - Spinea            |        | Giovanni Fabris                    | LN            | Magg. |
| 1 - Venezia - Spinea            |        | Bruno Visentini                    | AD            | Prop. |
| 2 - Venezia - San Donà di Piave |        | Renato Bastianetto                 | LN            | Magg. |
| 3 - Chioggia                    |        | Franco Fante                       | LN            | Magg. |
| 3 - Chioggia                    |        | Gianni Fardin                      | PSI           | Prop. |
| 4 - Treviso                     |        | Massimo Zanetti                    | FI            | Magg. |
| 5 - Vittorio Veneto             |        | Antonio Serena                     | LN            | Magg. |
| 6 - Conegliano                  |        | Valentino Perin                    | LN            | Magg. |
| 7 - Belluno                     |        | Donato Manfroi                     | LN            | Magg. |
| 8 - Rovigo                      |        | Enrico Surian                      | FI            | Magg. |
| 8 - Rovigo                      |        | Mario Crescenzio                   | PDS           | Prop. |
| 9 - Padova - Selvazzano Dentro  |        | Luciano Merigliano                 | FI            | Magg. |
| 10 - Cittadella                 |        | Maria Elisabetta Alberti Casellati | FI            | Magg. |
| 10 - Cittadella                 |        | Tino Bedin                         | PPI           | Prop. |
| 11 - Abano Terme                |        | Giovanni Zaccagna                  | FI            | Magg. |
| 12 - Vicenza                    |        | Stefano Stefani                    | LN            | Magg. |
| 13 - Bassano del Grappa         |        | Renato Ellero                      | LN            | Magg. |
| 14 - Schio                      |        | Giuseppe Ceccato                   | LN            | Magg. |
| 14 - Schio                      |        | Giuseppe Doppio                    | PPI           | Prop. |
| 15 - San Bonifacio              |        | Remo Andreoli                      | LN            | Magg. |
| 16 - Verona                     |        | Sergio Stanzani                    | FI (L. Pann.) | Magg. |
| 16 - Verona                     |        | Paolo Danieli                      | AN-MSI        | Prop. |
| 17 - Villafranca di Verona      |        | Massimo Brugnettini                | LN            | Magg. |

### XIII Legislatura

#### Risultati elettorali
|                               | L'Ulivo                    | 938 606   | 33,91 | 1  |  |  |  |  |  |
|                               | Polo per le Libertà        | 840 404   | 30,36 | 4  |  |  |  |  |  |
|                               | Lega Nord                  | 839 339   | 30,32 | 9  |  |  |  |  |  |
|                               | Unione Nord Est            | 72 541    | 2,62  | –  |  |  |  |  |  |
|                               | Fiamma Tricolore           | 39 096    | 1,41  | –  |  |  |  |  |  |
|                               | Mani Pulite                | 35 359    | 1,28  | –  |  |  |  |  |  |
|                               | Regione Dolomitica Europea | 2 898     | 0,10  | –  |  |  |  |  |  |
| Totale                        | Totale                     | 2 768 243 | 100   | 23 |  |  |  |  |  |
|                               |                            |           |       |    |  |  |  |  |  |
| Voti non validi               | Voti non validi            | 157 524   | 5,38  |    |  |  |  |  |  |
| Votanti                       | Votanti                    | 2 925 767 | 87,42 |    |  |  |  |  |  |
| Elettori                      | Elettori                   | 3 346 775 |       |    |  |  |  |  |  |
|                               |                            |           |       |    |  |  |  |  |  |
| Data: 21 aprile 1996          |                            |           |       |    |  |  |  |  |  |
| Fonte: Ministero dell'interno |                            |           |       |    |  |  |  |  |  |

#### Eletti
Eletti nell'Ulivo (PDS - PPI - RI - FdV - LAV)
     Eletti nel Polo per le Libertà (FI - AN - CCD-CDU)
     Eletti nella Lega Nord
| Collegio                        | Eletto | Eletto                | Partito  | Quota |
| ------------------------------- | ------ | --------------------- | -------- | ----- |
| 1 - Venezia - Spinea            |        | Giorgio Sarto         | FdV      | Magg. |
| 2 - Venezia - San Donà di Piave |        | Mario Rigo            | LAV      | Magg. |
| 3 - Chioggia                    |        | Bruno Cazzaro         | PDS      | Magg. |
| 4 - Treviso                     |        | Michele Amorena       | LN       | Magg. |
| 4 - Treviso                     |        | Piergiorgio Stiffoni  | LN       | Magg. |
| 4 - Treviso                     |        | Bianca Maria Fiorillo | RI       | Prop. |
| 5 - Vittorio Veneto             |        | Antonio Serena        | LN       | Magg. |
| 6 - Conegliano                  |        | Walter Bianco         | LN       | Magg. |
| 7 - Belluno                     |        | Donato Manfroi        | LN       | Magg. |
| 8 - Rovigo                      |        | Mario Crescenzio      | PDS      | Magg. |
| 8 - Rovigo                      |        | Dino De Anna          | FI       | Prop. |
| 9 - Padova - Selvazzano Dentro  |        | Paolo Giaretta        | PPI      | Magg. |
| 9 - Padova - Selvazzano Dentro  |        | Marco Toniolli        | FI       | Prop. |
| 10 - Cittadella                 |        | Luciano Gasperini     | LN       | Magg. |
| 10 - Cittadella                 |        | Stelio De Carolis     | PDS (SR) | Prop. |
| 11 - Abano Terme                |        | Tino Bedin            | PPI      | Magg. |
| 12 - Vicenza                    |        | Francesco Bortolotto  | FdV      | Magg. |
| 12 - Vicenza                    |        | Enrico Jacchia        | LN       | Prop. |
| 13 - Bassano del Grappa         |        | Luciano Lago          | LN       | Magg. |
| 14 - Schio                      |        | Giuseppe Ceccato      | LN       | Magg. |
| 15 - San Bonifacio              |        | Renzo Antolini        | LN       | Magg. |
| 16 - Verona                     |        | Luigi Viviani         | PDS (CS) | Magg. |
| 16 - Verona                     |        | Giuseppe Maggiore     | FI       | Prop. |
| 17 - Villafranca di Verona      |        | Paolo Danieli         | AN       | Magg. |

1. ↑  Deceduto il 16.02.1999.
2. ↑  Dall'11.05.1999 (eletto in seguito a elezioni suppletive).

### XIV Legislatura

#### Risultati elettorali
|                               | Casa delle Libertà                   | 1 263 709 | 44,79 | 16 |  |  |  |  |  |
|                               | L'Ulivo                              | 953 315   | 33,79 | 7  |  |  |  |  |  |
|                               | Liga Fronte Veneto                   | 138 134   | 4,90  | –  |  |  |  |  |  |
|                               | Lista Di Pietro                      | 112 825   | 4,00  | –  |  |  |  |  |  |
|                               | Partito della Rifondazione Comunista | 109 544   | 3,88  | –  |  |  |  |  |  |
|                               | Democrazia Europea                   | 89 317    | 3,17  | –  |  |  |  |  |  |
|                               | Lista Emma Bonino                    | 64 633    | 2,29  | –  |  |  |  |  |  |
|                               | Va' Pensiero Padania                 | 46 112    | 1,63  | –  |  |  |  |  |  |
|                               | Fiamma Tricolore                     | 42 611    | 1,51  | –  |  |  |  |  |  |
|                               | Giuseppe Boscolo                     | 1 058     | 0,04  | –  |  |  |  |  |  |
| Totale                        | Totale                               | 2 821 258 | 100   | 23 |  |  |  |  |  |
|                               |                                      |           |       |    |  |  |  |  |  |
| Voti non validi               | Voti non validi                      | 153 497   | 5,16  |    |  |  |  |  |  |
| Votanti                       | Votanti                              | 2 974 755 | 84,74 |    |  |  |  |  |  |
| Elettori                      | Elettori                             | 3 510 316 |       |    |  |  |  |  |  |
|                               |                                      |           |       |    |  |  |  |  |  |
| Data: 13 maggio 2001          |                                      |           |       |    |  |  |  |  |  |
| Fonte: Ministero dell'interno |                                      |           |       |    |  |  |  |  |  |

#### Eletti
Eletti nella Casa delle Libertà (FI - AN - CCD-CDU - NPSI)
     Eletti nell'Ulivo (DS - DL - SDI - FdV - PdCI)
| Collegio                        | Eletto | Eletto                             | Partito | Quota |
| ------------------------------- | ------ | ---------------------------------- | ------- | ----- |
| 1 - Venezia - Spinea            |        | Tiziano Treu                       | DL      | Magg. |
| 2 - Venezia - San Donà di Piave |        | Luciano Falcier                    | FI      | Magg. |
| 2 - Venezia - San Donà di Piave |        | Marcello Basso                     | DS      | Prop. |
| 3 - Chioggia                    |        | Ugo Bergamo                        | CCD     | Magg. |
| 3 - Chioggia                    |        | Giovanni Crema                     | SDI     | Prop. |
| 4 - Treviso                     |        | Piergiorgio Stiffoni               | LN      | Magg. |
| 5 - Vittorio Veneto             |        | Gian Pietro Favaro                 | FI      | Magg. |
| 6 - Conegliano                  |        | Carlo Archiutti                    | FI      | Magg. |
| 7 - Belluno                     |        | Walter De Rigo                     | FI      | Magg. |
| 8 - Rovigo                      |        | Guido Mainardi (fino al 2004)      | FI      | Magg. |
| 8 - Rovigo                      |        | Fabio Baratella                    | DS      | Prop. |
| 9 - Padova - Selvazzano Dentro  |        | Maria Elisabetta Alberti Casellati | FI      | Magg. |
| 9 - Padova - Selvazzano Dentro  |        | Paolo Giaretta                     | DL      | Prop. |
| 10 - Cittadella                 |        | Antonio Gianfranco Vanzo           | LN      | Magg. |
| 11 - Abano Terme                |        | Giuseppe Gaburro                   | CDU     | Magg. |
| 11 - Abano Terme                |        | Tino Bedin                         | DL      | Prop. |
| 12 - Vicenza                    |        | Flavio Tredese                     | FI      | Magg. |
| 13 - Bassano del Grappa         |        | Antonio Domenico Pasinato          | FI      | Magg. |
| 14 - Schio                      |        | Paolo Franco                       | LN      | Magg. |
| 15 - San Bonifacio              |        | Umberto Chincarini                 | LN      | Magg. |
| 16 - Verona                     |        | Aventino Frau                      | FI      | Magg. |
| 16 - Verona                     |        | Luigi Viviani                      | DS      | Prop. |
| 17 - Villafranca di Verona      |        | Paolo Danieli                      | AN      | Magg. |

## Dal 2005 al 2017
Con l'entrata in vigore della legge Calderoli, per l'elezione del Senato viene adottato un sistema elettorale proporzionale con liste bloccate, soglia di sbarramento e premio di maggioranza su base regionale. Alla ripartizione dei seggi, che avviene secondo il metodo Hare dei quozienti interi e dei più alti resti, concorrono le liste che nell'ambito della circoscrizione regionale abbiano ottenuto almeno l'8% dei voti validi, oppure almeno il 3% se esse sono parte di una coalizione che abbia ottenuto almeno il 20%. In ogni caso, alla coalizione o lista singola più votata è attribuito almeno il 55% dei seggi: se tale soglia non è raggiunta, viene assegnato un premio di maggioranza, in forma di seggi supplementari, che riduce quelli attribuiti alle altre forze politiche.

### XV legislatura

#### Risultati elettorali
|                               | Forza Italia                                      | 720 771   | 24,59 | 6  |  |  |  |  |  |
|                               | Alleanza Nazionale                                | 336 442   | 11,48 | 3  |  |  |  |  |  |
|                               | Lega Nord – MPA                                   | 322 056   | 10,99 | 3  |  |  |  |  |  |
|                               | Unione dei Democratici Cristiani                  | 231 202   | 7,89  | 2  |  |  |  |  |  |
|                               | Alternativa Sociale                               | 16 162    | 0,55  | –  |  |  |  |  |  |
|                               | Democrazia Cristiana per le Autonomie – Nuovo PSI | 15 348    | 0,52  | –  |  |  |  |  |  |
|                               | Fiamma Tricolore                                  | 14 380    | 0,49  | –  |  |  |  |  |  |
|                               | Pensionati Uniti                                  | 11 455    | 0,39  | –  |  |  |  |  |  |
|                               | SOS Italia                                        | 3 117     | 0,11  | –  |  |  |  |  |  |
|                               | Riformatori Liberali                              | 2 878     | 0,10  | –  |  |  |  |  |  |
|                               | Totale coalizione                                 | 1 673 811 | 57,10 | 14 |  |  |  |  |  |
|                               | La Margherita                                     | 348 590   | 11,89 | 4  |  |  |  |  |  |
|                               | Democratici di Sinistra                           | 336 280   | 11,47 | 4  |  |  |  |  |  |
|                               | Partito della Rifondazione Comunista              | 144 503   | 4,93  | 1  |  |  |  |  |  |
|                               | Insieme con l'Unione                              | 111 382   | 3,80  | 1  |  |  |  |  |  |
|                               | Italia dei Valori                                 | 83 931    | 2,86  | –  |  |  |  |  |  |
|                               | Rosa nel Pugno                                    | 61 541    | 2,10  | –  |  |  |  |  |  |
|                               | Partito Pensionati                                | 23 443    | 0,80  | –  |  |  |  |  |  |
|                               | Liga Fronte Veneto                                | 23 214    | 0,79  | –  |  |  |  |  |  |
|                               | Popolari UDEUR                                    | 14 858    | 0,51  | –  |  |  |  |  |  |
|                               | I Socialisti                                      | 5 969     | 0,20  | –  |  |  |  |  |  |
|                               | Partito Socialista Democratico Italiano           | 4 856     | 0,17  | –  |  |  |  |  |  |
|                               | Totale coalizione                                 | 1 158 567 | 39,52 | 10 |  |  |  |  |  |
|                               | Progetto NordEst                                  | 87 614    | 2,99  | –  |  |  |  |  |  |
|                               | Movimento Triveneto                               | 7 435     | 0,25  | –  |  |  |  |  |  |
|                               | Solidarietà                                       | 3 848     | 0,13  | –  |  |  |  |  |  |
| Totale                        | Totale                                            | 2 931 275 | 100   | 24 |  |  |  |  |  |
|                               |                                                   |           |       |    |  |  |  |  |  |
| Voti non validi               | Voti non validi                                   | 74 439    | 2,48  |    |  |  |  |  |  |
| Votanti                       | Votanti                                           | 3 005 714 | 87,60 |    |  |  |  |  |  |
| Elettori                      | Elettori                                          | 3 431 335 |       |    |  |  |  |  |  |
|                               |                                                   |           |       |    |  |  |  |  |  |
| Fonte: Ministero dell'interno |                                                   |           |       |    |  |  |  |  |  |

#### Eletti
| Forza Italia | Alleanza Nazionale                                                      | Lega Nord - MPA                                         | Unione dei Democratici Cristiani e di Centro             |
| --- | ----------------------------------------------------------------------- | ------------------------------------------------------- | -------------------------------------------------------- |
| |                                                                         |                                                         |                                                          |
| - Giancarlo Galan - Niccolò Ghedini - Maria Elisabetta Alberti Casellati - Maurizio Sacconi - Paolo Scarpa Bonazza Buora - Anna Cinzia Bonfrisco | - Luigi Ramponi - Maurizio Saia - Gustavo Selva                         | - Stefano Stefani - Piergiorgio Stiffoni - Paolo Franco | - Francesco D'Onofrio - → Luca Marconi - Antonio De Poli |
| La Margherita | Democratici di Sinistra                                                 | Partito della Rifondazione Comunista                    | Insieme con l'Unione                                     |
| |                                                                         |                                                         |                                                          |
| - Tiziano Treu - Paolo Giaretta - Luigi Lusi - Simonetta Rubinato                                                                                | - Enrico Morando - Anna Maria Serafini - Felice Casson - Edoardo Ronchi | - Tiziana Valpiana                                      | - Anna Donati                                            |

1. ↑  Dimissionario in data 12.07.2006 (opta per la carica di Presidente della Giunta regionale del Veneto); subentrante: Pierantonio Zanettin
2. ↑  Opta per la circoscrizione Puglia

### XVI legislatura

#### Risultati elettorali
|                               | Il Popolo della Libertà              | 802 282   | 28,31 | 8  |  |  |  |  |  |
|                               | Lega Nord                            | 738 230   | 26,05 | 7  |  |  |  |  |  |
|                               | Totale coalizione                    | 1 540 512 | 54,36 | 15 |  |  |  |  |  |
|                               | Partito Democratico                  | 771 674   | 27,23 | 8  |  |  |  |  |  |
|                               | Italia dei Valori                    | 123 556   | 4,36  | 1  |  |  |  |  |  |
|                               | Totale coalizione                    | 895 230   | 31,59 | 9  |  |  |  |  |  |
|                               | Unione di Centro                     | 162 617   | 5,74  | –  |  |  |  |  |  |
|                               | La Sinistra l'Arcobaleno             | 61 528    | 2,17  | –  |  |  |  |  |  |
|                               | La Destra - Fiamma Tricolore         | 49 283    | 1,74  | –  |  |  |  |  |  |
|                               | Liga Veneta Repubblica               | 47 647    | 1,68  | –  |  |  |  |  |  |
|                               | Partito Socialista                   | 14 768    | 0,52  | –  |  |  |  |  |  |
|                               | Partito Comunista dei Lavoratori     | 11 988    | 0,42  | –  |  |  |  |  |  |
|                               | Per il Bene Comune                   | 11 557    | 0,41  | –  |  |  |  |  |  |
|                               | Forza Nuova                          | 9 904     | 0,35  | –  |  |  |  |  |  |
|                               | Sinistra Critica                     | 9 520     | 0,34  | –  |  |  |  |  |  |
|                               | Partito Liberale Italiano            | 7 898     | 0,28  | –  |  |  |  |  |  |
|                               | Movimento Europeo Diversamente Abili | 7 085     | 0,25  | –  |  |  |  |  |  |
|                               | L'Intesa Veneta                      | 4 600     | 0,16  | –  |  |  |  |  |  |
| Totale                        | Totale                               | 2 834 137 | 100   | 24 |  |  |  |  |  |
|                               |                                      |           |       |    |  |  |  |  |  |
| Voti non validi               | Voti non validi                      | 79 620    | 2,73  |    |  |  |  |  |  |
| Votanti                       | Votanti                              | 2 913 757 | 84,62 |    |  |  |  |  |  |
| Elettori                      | Elettori                             | 3 443 433 |       |    |  |  |  |  |  |
|                               |                                      |           |       |    |  |  |  |  |  |
| Fonte: Ministero dell'interno |                                      |           |       |    |  |  |  |  |  |

#### Eletti
| Il Popolo della Libertà | Lega Nord | Partito Democratico | Italia dei Valori |
| --- | --- | --- | ----------------- |
| | | |                   |
| - Giancarlo Galan - Luigi Ramponi - Maria Elisabetta Alberti Casellati - Maurizio Sacconi - Maurizio Saia - Paolo Scarpa Bonazza Buora - Anna Cinzia Bonfrisco - Maurizio Castro | - Federico Bricolo - Piergiorgio Stiffoni - Paolo Franco - Alberto Filippi - Gianvittore Vaccari - Gianpaolo Vallardi - Luciano Cagnin | - Enrico Morando - Mariapia Garavaglia - Paolo Giaretta - Felice Casson - Paolo Nerozzi - Maurizio Fistarol - Cecilia Donaggio - Marco Stradiotto | - Elio Lannutti   |

1. ↑  Dimissionario in data 29.04.2008 (opta per la carica di Presidente della Giunta regionale del Veneto); subentrante: Piero Longo

### XVII legislatura

#### Risultati elettorali
|                               | Il Popolo della Libertà          | 523 011   | 19,20 | 9  |  |  |  |  |  |
|                               | Lega Nord                        | 298 225   | 10,95 | 5  |  |  |  |  |  |
|                               | Fratelli d'Italia                | 38 695    | 1,42  | –  |  |  |  |  |  |
|                               | Partito Pensionati               | 20 631    | 0,76  | –  |  |  |  |  |  |
|                               | La Destra                        | 9 312     | 0,34  | –  |  |  |  |  |  |
|                               | Moderati in Rivoluzione          | 5 542     | 0,20  | –  |  |  |  |  |  |
|                               | Totale coalizione                | 895 416   | 32,87 | 14 |  |  |  |  |  |
|                               | Partito Democratico              | 633 224   | 23,25 | 4  |  |  |  |  |  |
|                               | Sinistra Ecologia Libertà        | 42 612    | 1,56  | –  |  |  |  |  |  |
|                               | Centro Democratico               | 5 572     | 0,20  | –  |  |  |  |  |  |
|                               | Totale coalizione                | 681 408   | 25,01 | 4  |  |  |  |  |  |
|                               | Movimento 5 Stelle               | 669 954   | 24,59 | 4  |  |  |  |  |  |
|                               | Con Monti per l'Italia           | 299 906   | 11,01 | 2  |  |  |  |  |  |
|                               | Fare per Fermare il Declino      | 50 469    | 1,85  | –  |  |  |  |  |  |
|                               | Indipendenza Veneta              | 29 690    | 1,09  | –  |  |  |  |  |  |
|                               | Rivoluzione Civile               | 27 684    | 1,02  | –  |  |  |  |  |  |
|                               | Liga Veneta Repubblica           | 20 361    | 0,75  | –  |  |  |  |  |  |
|                               | Veneto Stato                     | 8 973     | 0,33  | –  |  |  |  |  |  |
|                               | Forza Nuova                      | 8 834     | 0,32  | –  |  |  |  |  |  |
|                               | Io Amo l'Italia                  | 7 783     | 0,29  | –  |  |  |  |  |  |
|                               | Donne per l'Italia               | 7 610     | 0,28  | –  |  |  |  |  |  |
|                               | Partito Comunista dei Lavoratori | 7 499     | 0,28  | –  |  |  |  |  |  |
|                               | Progetto Nazionale               | 3 826     | 0,14  | –  |  |  |  |  |  |
|                               | CasaPound                        | 3 463     | 0,13  | –  |  |  |  |  |  |
|                               | Riformisti Italiani              | 1 167     | 0,04  | –  |  |  |  |  |  |
| Totale                        | Totale                           | 2 724 043 | 100   | 24 |  |  |  |  |  |
|                               |                                  |           |       |    |  |  |  |  |  |
| Voti non validi               | Voti non validi                  | 82 601    | 2,94  |    |  |  |  |  |  |
| Votanti                       | Votanti                          | 2 806 644 | 81,62 |    |  |  |  |  |  |
| Elettori                      | Elettori                         | 3 438 790 |       |    |  |  |  |  |  |
|                               |                                  |           |       |    |  |  |  |  |  |
| Fonte: Ministero dell'interno |                                  |           |       |    |  |  |  |  |  |

#### Eletti
| Il Popolo della Libertà | Lega Nord                                                                                    | Partito Democratico                                                  | Movimento 5 Stelle                                                       | Con Monti per l'Italia                     |
| --- | -------------------------------------------------------------------------------------------- | -------------------------------------------------------------------- | ------------------------------------------------------------------------ | ------------------------------------------ |
| |                                                                                              |                                                                      |                                                                          |                                            |
| - → Silvio Berlusconi - Niccolò Ghedini - Maurizio Sacconi - Anna Cinzia Bonfrisco - Pierantonio Zanettin - Marco Marin - Maria Elisabetta Alberti Casellati - Mario Dalla Tor - Giovanni Piccoli - Franco Conte | - Massimo Bitonci - Patrizia Bisinella - Raffaela Bellot - Emanuela Munerato - Erika Stefani | - Laura Puppato - Felice Casson - Giorgio Santini - Rosanna Filippin | - Enrico Cappelletti - Paola De Pin - Giovanni Endrizzi - Gianni Girotto | - Gianpiero Dalla Zuanna - Antonio De Poli |

1. ↑  Opta per la circoscrizione Molise
2. ↑  Dimissionario in data 25.09.2014 (eletto componente del Consiglio superiore della magistratura); subentrante: Bartolomeo Amidei
3. ↑  Dimissionaria in data 25.09.2014 (eletta componente del Consiglio superiore della magistratura); subentrante: Stefano Bertacco
4. ↑  Dimissionario in data 02.07.2014 (eletto sindaco di Padova); subentrante: Paolo Tosato

## Dal 2017

### Collegi elettorali

#### Dal 2017 al 2020
Alla circoscrizione sono attribuiti 24 seggi: 9 sono assegnati con sistema maggioritario, in altrettanti collegi uninominali; 15 mediante sistema proporzionale, all'interno di due collegi plurinominali.
| Collegi plurinominali | Collegi plurinominali | Collegi uninominali                                                                               |
| --------------------- | --------------------- | ------------------------------------------------------------------------------------------------- |
|                       | Veneto - 01           | - 01 - Venezia - 02 - Belluno - 03 - Treviso - 03 - Rovigo                                        |
|                       | Veneto - 02           | - 05 - Padova - 06 - Bassano del Grappa - 07 - Vicenza - 08 - Verona - 08 - Villafranca di Verona |

#### Dal 2020
In seguito alla riforma costituzionale del 2020 in tema di riduzione del numero dei parlamentari, alla circoscrizione sono attribuiti 16 seggi: 5 sono assegnati mediante sistema maggioritario, in altrettanti collegi uninominali; 11 mediante sistema proporzionale, all'interno di due collegi plurinominali.
| Collegi plurinominali | Collegi plurinominali | Collegi uninominali                        |
| --------------------- | --------------------- | ------------------------------------------ |
|                       | Veneto - 01           | - 01 - Venezia - 02 - Treviso              |
|                       | Veneto - 02           | - 03 - Padova - 04 - Vicenza - 05 - Verona |

### XVIII legislatura

#### Risultati
|                               | Lega                                        | 839 586   | 31,78 | 5  | 1 272 555 | 48,18 | 9 |  |  |
|                               | Forza Italia                                | 286 906   | 10,86 | 2  | 1 272 555 | 48,18 | 9 |  |  |
|                               | Fratelli d'Italia                           | 113 108   | 4,28  | 1  | 1 272 555 | 48,18 | 9 |  |  |
|                               | Noi con l'Italia – UDC                      | 32 955    | 1,25  | –  | 1 272 555 | 48,18 | 9 |  |  |
|                               | Movimento 5 Stelle                          | 647 960   | 24,53 | 4  | 647 960   | 24,53 | – |  |  |
|                               | Partito Democratico                         | 450 230   | 17,04 | 3  | 539 398   | 20,42 | – |  |  |
|                               | +Europa                                     | 66 970    | 2,54  | –  | 539 398   | 20,42 | – |  |  |
|                               | Italia Europa Insieme                       | 12 709    | 0,48  | –  | 539 398   | 20,42 | – |  |  |
|                               | Civica Popolare                             | 9 489     | 0,36  | –  | 539 398   | 20,42 | – |  |  |
|                               | Liberi e Uguali                             | 66 813    | 2,53  | –  | 66 813    | 2,53  | – |  |  |
|                               | Il Popolo della Famiglia                    | 28 593    | 1,08  | –  | 28 593    | 1,08  | – |  |  |
|                               | CasaPound                                   | 22 619    | 0,86  | –  | 22 619    | 0,86  | – |  |  |
|                               | Italia agli Italiani (FT - FN)              | 20 144    | 0,76  | –  | 20 144    | 0,76  | – |  |  |
|                               | Potere al Popolo!                           | 15 354    | 0,58  | –  | 15 354    | 0,58  | – |  |  |
|                               | Grande Nord                                 | 12 626    | 0,48  | –  | 12 626    | 0,48  | – |  |  |
|                               | Partito Valore Umano                        | 9 336     | 0,35  | –  | 9 336     | 0,35  | – |  |  |
|                               | Per una Sinistra Rivoluzionaria (PCL - SCR) | 3 676     | 0,14  | –  | 3 676     | 0,14  | – |  |  |
|                               | Partito Repubblicano Italiano – ALA         | 2 389     | 0,09  | –  | 2 389     | 0,09  | – |  |  |
| Totale                        | Totale                                      | 2 641 463 | 100   | 15 | 2 641 463 | 100   | 9 |  |  |
|                               |                                             |           |       |    |           |       |   |  |  |
| Schede bianche                | Schede bianche                              | 24 863    | 0,92  |    |           |       |   |  |  |
| Schede nulle                  | Schede nulle                                | 46 411    | 1,71  |    |           |       |   |  |  |
| Votanti                       | Votanti                                     | 2 712 737 | 78,86 |    |           |       |   |  |  |
| Elettori                      | Elettori                                    | 3 440 131 |       |    |           |       |   |  |  |
|                               |                                             |           |       |    |           |       |   |  |  |
| Fonte: Ministero dell'interno |                                             |           |       |    |           |       |   |  |  |

#### Eletti

##### Eletti maggioritario
Eletti nella coalizione di centro-destra (Lega - FI - FdI - NcI-UDC)
| Collegio uninominale     | Eletto        | Eletto                             | Partito |
| ------------------------ | ------------- | ---------------------------------- | ------- |
| 1. Venezia               |               | Maria Elisabetta Alberti Casellati | FI      |
| 2. Belluno               |               | Sonia Fregolent                    | Lega    |
| 3. Treviso               |               | Massimo Candura                    | Lega    |
| 4. Rovigo                |               | Roberta Toffanin                   | FI      |
| 5. Padova                |               | Antonio De Poli                    | UdC     |
| 6. Bassano del Grappa    |               | Niccolò Ghedini                    | FI      |
| 7. Vicenza               |               | Erika Stefani                      | Lega    |
| 8. Verona                |               | Paolo Tosato                       | Lega    |
| 9. Villafranca di Verona |               | Stefano Bertacco                   | FdI     |
| 9. Villafranca di Verona | Luca De Carlo | FdI                                |         |

1. ↑  Deceduto in data 17.08.2022; non si procedette a elezioni suppletive in quanto le Camere erano già state sciolte e le elezioni politiche fissate al 25 settembre successivo.
2. ↑  Deceduto in data 14.06.2020.
3. ↑  Dal 24 settembre 2020 (eletto in seguito a elezioni suppletive).

##### Eletti proporzionale
| Collegio plurinominale | Lega                                                | M5S                                     | Partito Democratico                      | Forza Italia             | Fratelli d'Italia |
| ---------------------- | --------------------------------------------------- | --------------------------------------- | ---------------------------------------- | ------------------------ | ----------------- |
| Collegio plurinominale |                                                     |                                         |                                          |                          |                   |
| 1. Veneto - 01         | - Paolo Saviane - Gianpaolo Vallardi - Nadia Pizzol | - Orietta Vanin - Gianni Pietro Girotto | - Andrea Ferrazzi                        | - Andrea Causin          | –                 |
| 2. Veneto - 02         | - Andrea Ostellari - Cristiano Zuliani              | - Giovanni Endrizzi - Barbara Guidolin  | - Daniela Sbrollini - Vincenzo D'Arienzo | - Giuseppe Massimo Ferro | - Adolfo Urso     |

1. ↑  Deceduto in data 20.08.2021; in data 02.12.2021 gli subentra Clotilde Minasi, proclamata eletta nel collegio plurinominale Calabria - 01.
2. ↑  In data 26.01.2021 aderisce al gruppo Europeisti-MAIE-Centro Democratico; in data 30.03.2021 aderisce al gruppo misto, non iscritti; in data 23.12.2021 aderisce alla componente «ITALIA AL CENTRO (IDEA-CAMBIAMO!-EUROPEISTI-NOI DI CENTRO (Noi Campani))»; in data 11.07.2022 alla componente «MAIE - Coraggio Italia».
3. ↑  In data 18.09.2019 aderisce al gruppo Italia Viva-P.S.I..

### XIX legislatura

#### Risultati elettorali
|                               | Fratelli d'Italia                                       | 817 771   | 32,57 | 3  | 1 410 353 | 56,17 | 5 |  |  |
|                               | Lega per Salvini Premier                                | 366 266   | 14,59 | 2  | 1 410 353 | 56,17 | 5 |  |  |
|                               | Forza Italia                                            | 174 377   | 6,95  | 1  | 1 410 353 | 56,17 | 5 |  |  |
|                               | Noi Moderati                                            | 51 939    | 2,07  | –  | 1 410 353 | 56,17 | 5 |  |  |
|                               | Partito Democratico - Italia Democratica e Progressista | 404 957   | 16,13 | 2  | 582 005   | 23,18 | – |  |  |
|                               | Alleanza Verdi e Sinistra                               | 87 476    | 3,48  | 1  | 582 005   | 23,18 | – |  |  |
|                               | +Europa                                                 | 81 708    | 3,25  | –  | 582 005   | 23,18 | – |  |  |
|                               | Impegno Civico – Centro Democratico                     | 7 864     | 0,31  | –  | 582 005   | 23,18 | – |  |  |
|                               | Azione - Italia Viva                                    | 210 033   | 8,37  | 1  | 210 033   | 8,37  | – |  |  |
|                               | Movimento 5 Stelle                                      | 145 545   | 5,80  | 1  | 145 545   | 5,80  | – |  |  |
|                               | Italexit                                                | 61 777    | 2,46  | –  | 61 777    | 2,46  | – |  |  |
|                               | Vita                                                    | 42 537    | 1,69  | –  | 42 537    | 1,69  | – |  |  |
|                               | Italia Sovrana e Popolare                               | 26 627    | 1,06  | –  | 26 627    | 1,06  | – |  |  |
|                               | Unione Popolare                                         | 23 303    | 0,93  | –  | 23 303    | 0,93  | – |  |  |
|                               | Alternativa per l'Italia (PdF - Exit)                   | 8 604     | 0,34  | –  | 8 604     | 0,34  | – |  |  |
| Totale                        | Totale                                                  | 2 510 784 | 100   | 11 | 2 510 784 | 100   | 5 |  |  |
|                               |                                                         |           |       |    |           |       |   |  |  |
| Voti non validi               | Voti non validi                                         | 105 223   | 4,02  |    |           |       |   |  |  |
| Votanti                       | Votanti                                                 | 2 616 007 | 70,17 |    |           |       |   |  |  |
| Elettori                      | Elettori                                                | 3 728 012 |       |    |           |       |   |  |  |
|                               |                                                         |           |       |    |           |       |   |  |  |
| Data: 25 settembre 2022       |                                                         |           |       |    |           |       |   |  |  |
| Fonte: Ministero dell'interno |                                                         |           |       |    |           |       |   |  |  |

#### Eletti

##### Eletti maggioritario
Eletti nella coalizione di centro-destra (FdI - LSP - FI - NM)
| Collegio uninominale | Eletto | Eletto             | Partito |
| -------------------- | ------ | ------------------ | ------- |
| 01 - Venezia         |        | Raffaele Speranzon | FdI     |
| 02 - Treviso         |        | Luca De Carlo      | FdI     |
| 03 - Padova          |        | Anna Maria Bernini | FI      |
| 04 - Vicenza         |        | Mara Bizzotto      | LSP     |
| 05 - Verona          |        | Paolo Tosato       | LSP     |

##### Eletti proporzionale
| Collegio plurinominale | Fratelli d'Italia               | Partito Democratico-IDP | Lega per Salvini Premier | Azione - Italia Viva | Forza Italia           | Movimento 5 Stelle | Alleanza Verdi e Sinistra |
| ---------------------- | ------------------------------- | ----------------------- | ------------------------ | -------------------- | ---------------------- | ------------------ | ------------------------- |
| Collegio plurinominale |                                 |                         |                          |                      |                        |                    |                           |
| 1. Veneto - 01         | - Bartolomeo Amidei             | - Andrea Martella       | - Erika Stefani          | -                    | -                      | -                  | -                         |
| 2. Veneto - 02         | - Matteo Gelmetti - Adolfo Urso | - Beatrice Lorenzin     | - Andrea Ostellari       | - Daniela Sbrollini  | - Pierantonio Zanettin | - Barbara Guidolin | - Aurora Floridia         |

1. ↑  In data 19.02.2025 aderisce al gruppo Per le Autonomie.